# Mięsień piersiowy mniejszy

Mięsień piersiowy mniejszy.

Mięsień piersiowy mniejszy (łac. musculus pectoralis minor) – w anatomii człowieka płaski, trójkątny mięsień grupy powierzchownej mięśni klatki piersiowej. Położony jest do tyłu od mięśnia piersiowego większego, między ścianą klatki piersiowej a wyrostkiem kruczym łopatki. Jego przyczepy przyśrodkowe znajdują się w części przymostkowej na powierzchniach zewnętrznych kostnych fragmentów żeber III, IV i V (czasem też II). Boczna część kończy się silnym ścięgnem przyczepionym do wyrostka kruczego łopatki. Razem z mięśniem piersiowym większym tworzy przednią ścianę jamy pachowej.
Unaczyniony jest przez tętnicę piersiowo-barkową, a unerwiony przez nerw piersiowy przyśrodkowy i nerw piersiowy boczny.
Jego funkcją jest obniżanie i przywodzenie obręczy kończyny górnej. Obraca łopatkę, co skutkuje obniżeniem panewki stawu ramiennego. Jest pomocniczym mięśniem wdechowym.